# Kristen teologi
Med kristen teologi menes både studiet af teologi ud fra en kristen synsvinkel og studiet af kristendommen med hjælp af teologisk metode. Kristne teologer bruger rationelle analyser og argumenter for at forstå, forklare, teste, kritisere og forsvare kristendommen. Teologi kan blive brugt som et middel for teologer til at forstå kristendommen dybere, lave sammenligninger mellem kristendommen og andre traditioner, forsvare kristendommen mod kritikere, refomere kristendommen og hjælpe med at udbrede budskabet om kristendommen, eller til en mængde andre områder. Kristen teologi har haft stor indflydelse på udviklingen af den vestlige kultur.

## Discipliner
Kristen teologi deles ind i en række discipliner og underdiscipliner, og der er variationer mellem de enkelte kirkesamfund og teologiske strømninger, hvilke der vægtlægges mest.
- Bibelsk eksegese: udlægning af Bibelens budskaber.
  - Bibelsk teologi: studier af teologi som den præsenteres og udvikles gennem Bibelen.
- Bibliologi: studiet af selve Bibelen og af dens inspirerede natur.
- Kirkehistorie
- Praktisk teologi: studiet af teologi i forhold til det at virke som præst/forkynder.
  - Homiletik
  - Liturgik
  - Pastoralteologi
  - Poimenik
  - Religionspædagogik
- Systematisk teologi: emnebaserede studier.
  - Religionsfilosofi
  - Etik
  - Dogmatik: studiet af dogmatisk lære som den har udviklet sig i forskellige kirkesamfund.
    - Angelologi: studiet af skabte, åndelige væsener, herunder engle, dæmoner og Djævelen.
    - Antropologi: studiet af menneskeheden, i denne forstand set i forhold til det guddommelige.
    - Eskatologi: studiet af de sidste ting, universelt (endetiden) og individuelt (døden og det næste liv).
    - Hamartiologi: studiet af synd.
    - Konfessionskundskab: studiet af kristenhedens kirkesamfund, deres lære, kirkeforfatning, gudstjeneste og hele særpræg.
    - Kristologi: studiet af Jesus Kristus og hans natur.
    - Mariologi: studiet af Jomfru Maria.
    - Ekklesiologi: studiet af kirken, specielt dens forhold til Gud og dens struktur.
    - Pneumatologi: studiet af Helligånden.
    - Soteriologi: studiet af frelse.

  - Missiologi eller missionsteologi: studiet af mission, dets metoder og principper.
  - Økumenisk teologi
  - Apologetik: studiet af kristen teologi i forhold til andre verdensanskuelser, med henblik på at fremlægge forsvar for kristen tro og at udfordre andres tro.
  - Teodicé: studiet af ondskabens natur.
  - Konstruktiv teologi: en postmodernistisk tilnærmelse til systematisk teologi, hvor man medinkluderer for eksempel feministisk teori, dekonstruktivisme og hermeneutik i teologiske emner.
- Hagiologi: studiet af de hellige.
- Historisk teologi: studier af teologi som den har udviklet sig gennem historien.
- Narrativ teologi: studiet af en narrativ præsentation af troen frem for en dogmatisk præsentation.